# Phyllostachys sulphurea
Phyllostachys sulphurea är en gräsart som först beskrevs av Élie Abel Carrière, och fick sitt nu gällande namn av Marie Auguste Rivière och Charles Marie Rivière. Phyllostachys sulphurea ingår i släktet Phyllostachys och familjen gräs. Inga underarter finns listade i Catalogue of Life.